# Partido Tigre
Tigre ist ein Partido im Norden der Provinz Buenos Aires in Argentinien. Der Verwaltungssitz ist die Stadt Tigre. Laut einer Schätzung von 2019 hat der Partido 455.056 Einwohner auf 360 km². Der Partido umfasst einen großen Teil des Paraná-Deltas und seiner tiefliegenden Inseln.
Der Partido hieß ursprünglich „Las Conchas“ nach einem lokalen Fluss (heute bekannt als Río Reconquista), wurde aber im 19. Jahrhundert im Volksmund als „Tigre“ bekannt. Tigre war auch der Name eines Flusses und man nimmt an, dass er sich von den „Tigern“ (eigentlich Jaguaren) ableitet, die in der Gegend gesehen wurden, als sie erstmals besiedelt wurde. Im Jahr 1952 wurde der Name des Partido offiziell in Partido Tigre geändert.

## Geografie
Der Partido wird im Norden durch den Río Paraná de las Palmas, im Nordosten durch den Río de la Plata, im Südosten durch den Partido San Fernando, im Süden durch den Partido San Martín, im Südwesten durch den Partido Malvinas Argentinas und im Westen durch den Partido Escobar begrenzt.

## Orte
Tigre ist in sechs Ortschaften und Städte, sogenannte Localidades, unterteilt.
- Benavídez
- Rincón de Milberg
- Don Torcuato
- General Pacheco
- Tigre
- Troncos